# Viersen (stad)
Viersen is een stad en gemeente, gelegen aan de linker Rijnoever in Noordrijn-Westfalen, daarnaast is het ook de hoofdstad van de Kreis Viersen. De gemeente telt 77.376 inwoners (31 december 2020) op een oppervlakte van 91,07 km².

## Stadsdelen en wijken
De gemeente Viersen wordt ingedeeld in de stadsdelen Alt-Viersen, Dülken, Süchteln en Boisheim. Alt-Viersen bestaat uit de wijken Beberich, Bockert, Hamm, Heimer, Helenabrunn, Hoser, Rahser, Rintgen, Ummer, Noppdorf. Vlak bij de stad ligt de Wilhelmshöhe, met 85 meter boven NAP het hoogste punt van de omgeving. Op deze heuvel is de Bismarckturm gebouwd.

## Geschiedenis
De huidige gemeente Viersen ontstond in 1970 door de bestuurshervorming waardoor de gemeenten Viersen, Dülken, Süchteln en Boisheim werden opgeheven en fuseerden tot de huidige gemeente Viersen.
De gemeenten Dülken, Süchteln en Boisheim lagen in het gebied van het Amt Brüggen in het hertogdom Gulik. Viersen lag als Gelderse exclave van het ambt Krickenbeck te midden van dit Guliks gebied.
Viersen behoorde tot het Overkwartier van Gelder en daarom ook tot de Zuidelijke Nederlanden. Tijdens de Spaanse Successieoorlog werd het door Pruisen ingenomen, samen met een reeks andere gemeenten, die vanaf 1713 officieel Pruisisch Opper-Gelre vormden.
Deze geïsoleerde situatie werd door de Fransen in 1794 beëindigd. Vanaf 1815 hoorde dit gebied als onderdeel van de Rijnprovincie tot het Koninkrijk Pruisen. Hierdoor kwam een einde aan de territoriale versplintering van het gebied. Doordat de plaatsen tot verschillende staten hebben behoord, verliep de ruimtelijke ontwikkeling van de gemeenten zeer verschillend. Dülken en Süchteln werden bestuurd door leden van de familie Van Gulik, zij wilden de steden versterken als grenssteden tegen Gelre. In Viersen had het stift Sint-Gereon uit Keulen grote invloed. Het stift had geen interesse om Viersen tot een stad te ontwikkelen. Hierdoor ontwikkelde Viersen zich planologisch anders dan de gemeenten Dülken en Süchteln.
Vanaf de 19e eeuw drukte de industrialisatie een duidelijk stempel op het landschap. Met de aanleg van wegen en spoorwegen kreeg de economische ontwikkeling een impuls. Voor de Tweede Wereldoorlog kende Viersen een grote textielnijverheid. Na de Tweede Wereldoorlog kwamen er andere soorten van de industrie bij, zoals ijzerindustrie en de levensmiddelenbranche.

## Stedenbanden
Viersen kent stedenbanden met:
- Calau
- Kaniv
- Lambersart
- Mittweida
- Pardesia
- Peterborough

## Economie
Viersen is de vestigingsplaats voor diverse middelgrote en kleine bedrijven op het gebied van productie en dienstverlening. Ook grote bedrijven hebben zich hier gevestigd. Masterfoods heeft hier een fabriek en de supermarktketen Kaiser's Tengelmann AG heeft hier het hoofdkantoor.
Sinds 2006 vindt elk jaar in het laatste weekend van juli het muziekfestival Eier mit Speck plaats in Viersen.

## Geboren
- Albert Vigoleis Thelen (1903-1989), schrijver
- Udo Voigt (1952-2025), politicus
- Till Brönner (6 mei 1971), zanger, trompettist
- Gökhan Lekesiz (25 januari 1991), voetballer
- Philipp Max (30 september 1993), voetballer

## Afbeeldingen

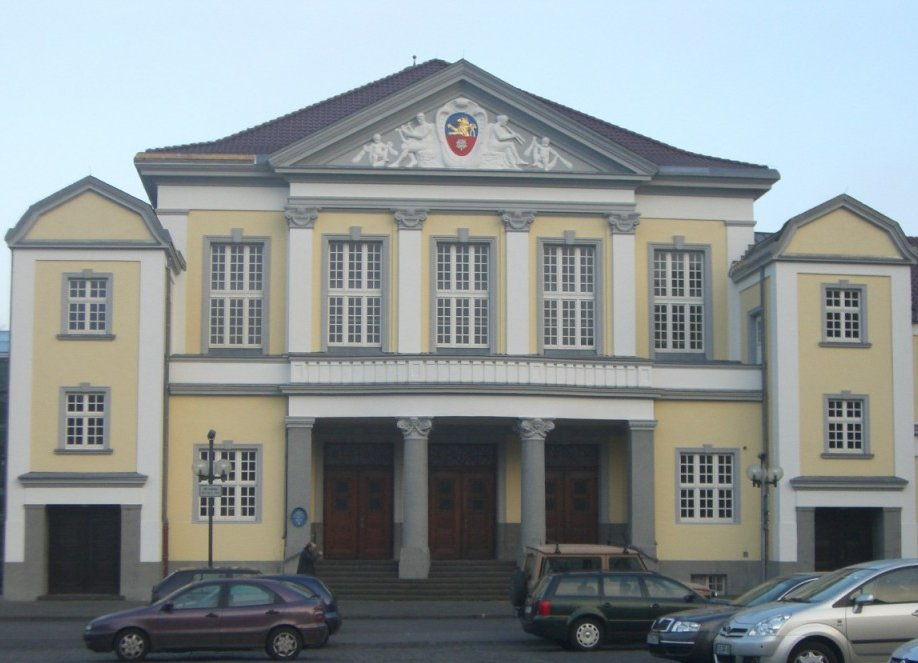
Festhalle
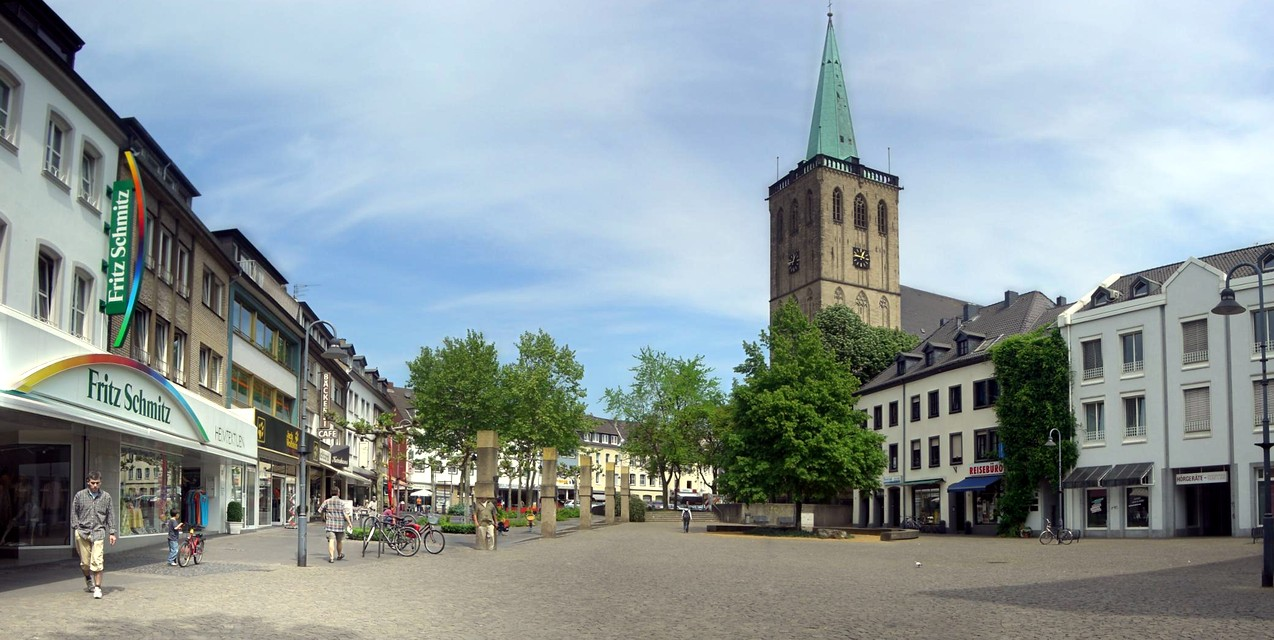
Remigiusplatz, Alt-Viersen
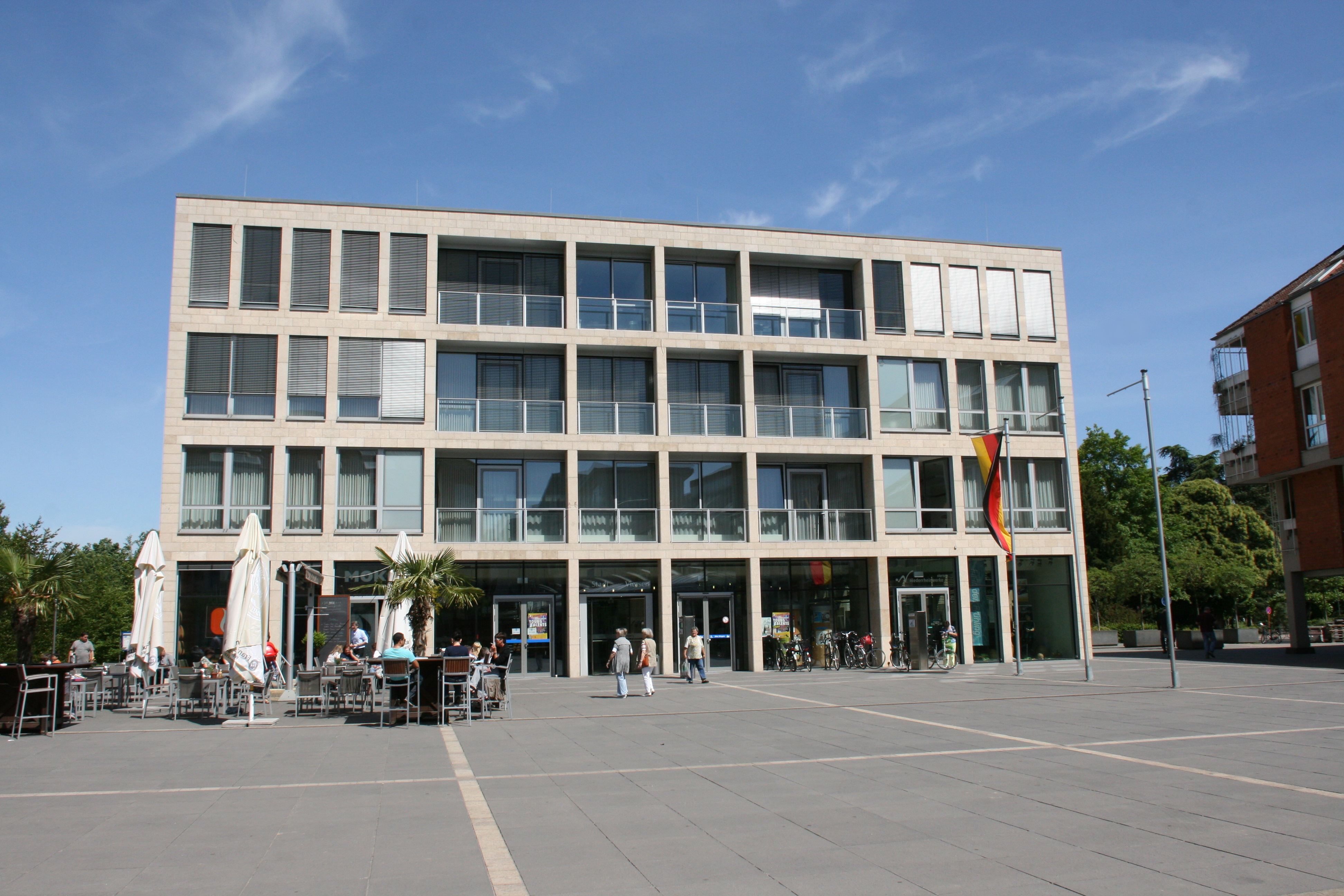
Gemeentehuis
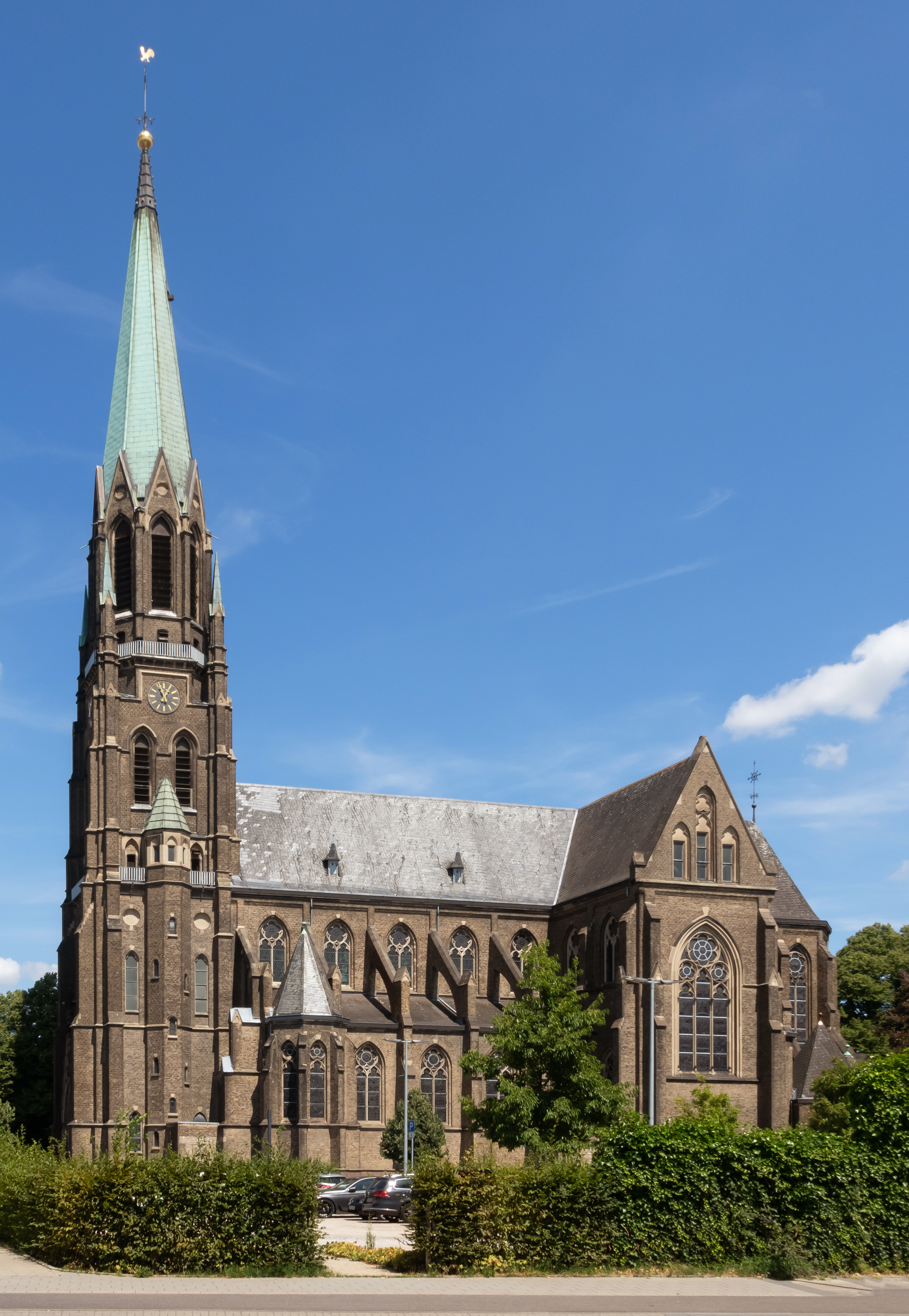
Katholieke kerk: Pfarrkirche Sankt Joseph
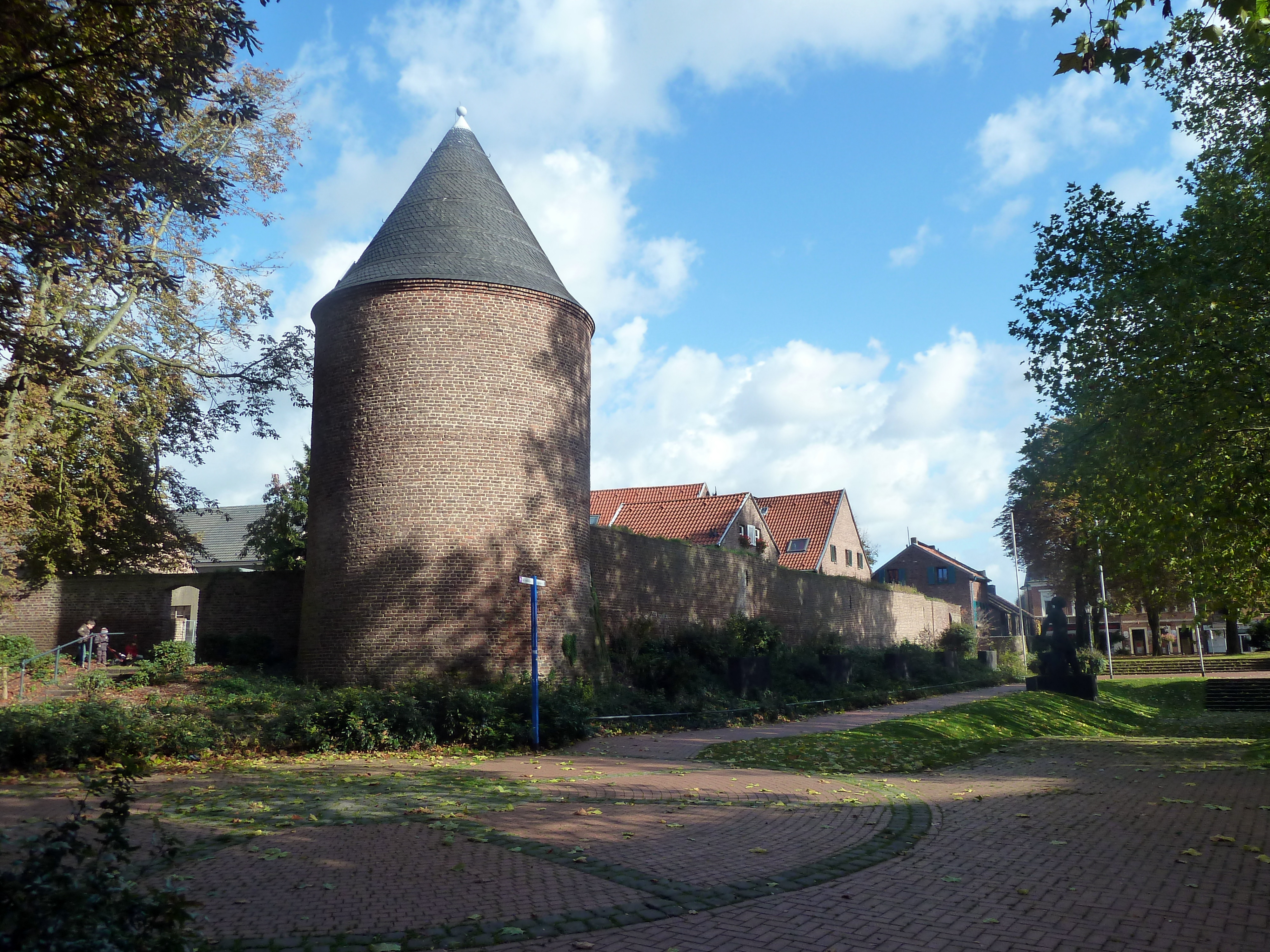
Stadsmuur, Dülken
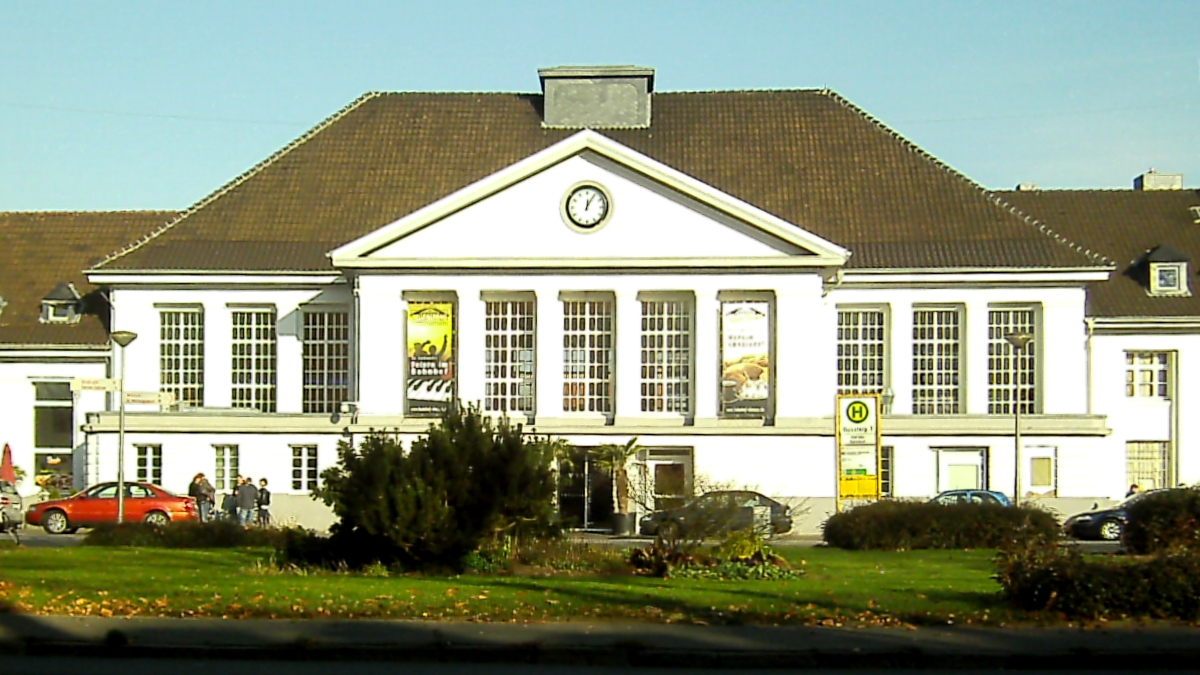
Station
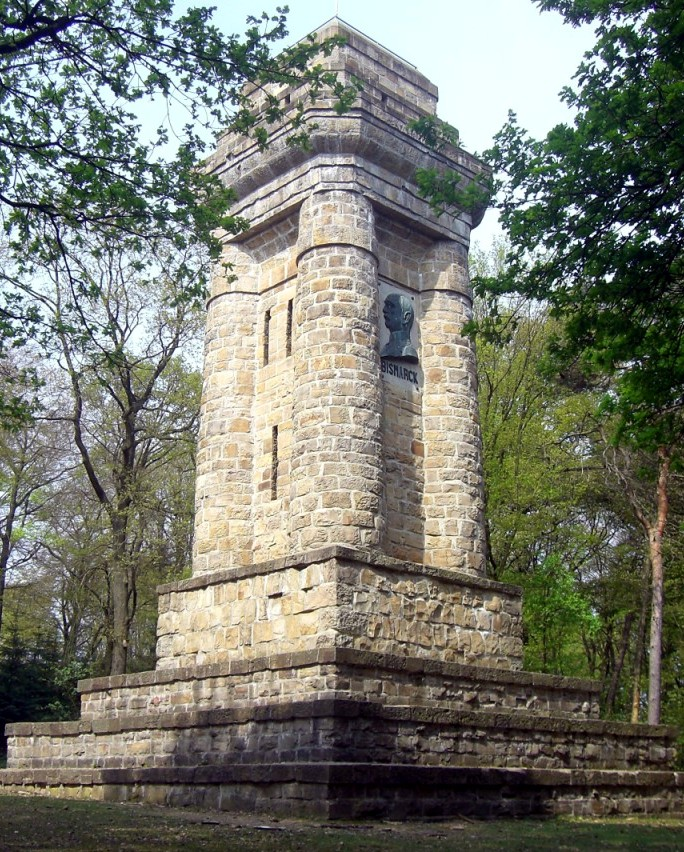
Bismarckturm